# Texananus vermiculatus
Texananus vermiculatus är en insektsart som beskrevs av Delong 1938. Texananus vermiculatus ingår i släktet Texananus och familjen dvärgstritar. Inga underarter finns listade i Catalogue of Life.